# Salix faxonianoides
Salix faxonianoides är en videväxtart som beskrevs av C. Wang och P.Y. Fu. Salix faxonianoides ingår i släktet viden, och familjen videväxter. Utöver nominatformen finns också underarten S. f. villosa.